# إتي مردوخ بالاطو
إتي مردوخ بالاطو أو كي امار اوتو دين (1140-1132 ق م) هو الملك الثاني لسلالة ايسن الثانية وسلالة بابل الرابعة خلف الحكم بعد والده مردوخ كابت اهيشو ويعتبره البعض الملك الأول لسلالة بابل الرابعة.
حسب قائمة الملك البابليين تولى الحكم لمدة 8 سنوات، لقب نفسه بعدة ألقاب منها ملك الملوك والمحبب عند الالهة.